# Ким Ман Джун
Ким Ман Джун(1637 – 1692) е корейски учен, политически деятел, новелист и писател.

## Биография
Ким Ман Джун е правнук на политическия деец Ким Янг Сенг. Джун става член на класа на янгбан, Ким издържа държавната държавна служба и се издигна през официалните редици, за да стане кралски академичен съветник и министър по време на царуването на цар Сукжонг.